# Jiskor (Film)
Jiskor ist ein Stummfilmdrama aus dem Jahre 1924 von Sidney M. Goldin. Der Titel bezieht sich auf das Gebet Jiskor zum Gedenken an Verstorbene, das nach seinem ersten Wort (hebräisch יִזְכֹּר Erinnerung bzw. „Gedenke!“) benannt ist.

## Handlung
Polen im 18. Jahrhundert: Am Grab des Juden Leipke (aus dem Jiddischen auch als „Leybke“ transliteriert), der vor vielen Jahren einen Märtyrertod starb, versammelt sich jedes Jahr am Gedenktag die jüdische Gemeinde des Ortes. Dann beginnt der Rabbi die ergreifende Geschichte vom ebenso tapferen wie aufrechten Leipke zu erzählen. Dieser wuchs unter der Obhut einer bäuerlichen Kreisen entstammenden Pflegemutter auf, bis er zum attraktiven und jungen Mann gereift war. Die Freundschaft zu einem Gutsverwalter brachte ihm bald eine Anstellung in der Jägergarde des Grafen Czaki. Bald verliebte sich dessen Tochter, die schöne Gräfin Helena, in Leipke und sorgte für seine Ernennung zum Hauptmann.
Doch in seinem Glauben gefestigt, blieb Leipke allen Versuchungen gegenüber der edlen Dame standhaft und wies stets ihre Liebesbekundungen zurück. Dies blieb nicht ohne Folgen, denn die junge Gräfin fühlte sich nun durch Leipkes Ablehnung zutiefst gekränkt und verletzt. Sie sann auf Vergeltung und begann daraufhin, Leipke, ganz nach dem biblischen Vorbild von Joseph und der Frau des Potiphar, zu verleumden. Sie beschuldigte ihn, ihr nachgestellt und sie bedroht zu haben. Daraufhin sperrte Helenas Vater den Juden in einen Turm. Erst einige Freunde konnten ihn befreien. Um weiteren Gefahren aus dem Weg zu gehen, floh Leipke mit seiner Braut und begab sich in ein Versteck.
Dort musste er erfahren, dass der erzürnte Graf an seiner Stelle andere Juden als Geiseln genommen hatte und sie heftigen Drangsalierungen aussetzte. Um sich nicht an seinem eigenen Volk zu versündigen, kehrte Leipke freiwillig zum Grafen zurück und musste daraufhin erniedrigende Marter ertragen. Doch in seinem Willen blieb er ungebeugt: Alle weiteren Versuche der Junggräfin, ihn doch noch für sich zu gewinnen, hielt er stand. Gebrochen von den Zurückweisungen und schockiert über die Folgen ihres Handelns für die jüdische Gemeinde suchte die junge Gräfin den Freitod und vergiftete sich. Außer sich vor Schmerz und beseelt von Rachegelüsten, entschied der unerbittlich Sühne fordernde Graf, den Mann, dem er die Schuld für die Verzweiflungstat seiner Tochter gab, lebendig zu begraben.

## Produktionsnotizen
Jiskor wurde am 26. Oktober 1924 in Wien uraufgeführt. Der sechs- bzw. siebenaktige Film mit einer Länge von 2511 Metern und einem Prolog wurde auch unter dem Titel Gedenket… geführt.
Hauptdarsteller Maurice Schwartz war ein russischstämmiger, jüdisch-amerikanischer Schauspieler vom Yiddish Art Theatre, den Sidney Goldin für diesen Film aus New York mitgebracht hatte. 
Jiskor war die letzte österreichische Inszenierung des jüdisch-amerikanischen Filmregisseurs Goldin.

## Tonfassung
1933 wurde der Film, mit zusätzlichem Material versehen, unter dem leicht veränderten Titel Yiskor in einer Tonfassung auch in den USA gezeigt.

## Rezeption
Im Kino-Journal stand am 1. November 1924 zu lesen: „Diese erschütternde und im Ton einer alten Legende vorgetragene Erzählung findet durch die durchwegs glänzende Darstellung der Charaktere – wir brauchen nur Namen wie Morris Schwartz, Beregi, Dagny Servaes zu nennen – durch edel komponierte Bilder in vollendeten Photos beste Jnterpretation. Man ist tief erschüttert von dem Geschehen, das sich wie ein Stück wirkliches Leben vor einem abspielt und atmet erleichtert auf, als man zuletzt wie aus einem schweren Traum, erwacht.“
Die Neue Freie Presse schrieb in ihrer Ausgabe vom 14. November 1924: „Die große Schätzung, welche die Darbietungen dieses eigenartigen Ensembles durch sein ernstes und hochstrebendes Ringen sich erwarben, gebührt ihm auch im Filmspiel. Nicht minderes Lob ist dem untendenziös gehaltenen Manuskript des Autors Sakler zu zollen. Was der Burgherr, seine Tochter und der gräfliche Jäger Böses verüben, ist nicht grausame Gewalttätigkeit an sich, sondern psychologisch begründete Auswirkung: Beim Jäger Eifersucht des Ehrgeizes, bei der jungen Gräfin gedemütigte Liebe, beim Grafen ungebändigtes, mittelalterliches Herrenmachtbewußtsein.“
„In dieser Heldensaga erscheinen die Juden nicht nur als romantische Figuren, sondern als ein Volk unter mehreren Völkern – eine ersehnte Situation, die ihnen im vielsprachigen Habsburger Kaiserreich verweigert wurde.“